# 大衛·G·佛里曼
大衛·古斯里·佛里曼（David Guthrie Freeman，1920年9月6日—2001年6月28日），是一名美國羽球運動員，出生於加州帕薩迪納。

## 早期生活
大衛·佛里曼於1920年9月6日出生在帕薩迪納，他父親是長老會牧師羅伯特·佛里曼，母親是宗教學教授瑪格麗·富爾頓。1938年，他畢業於帕薩迪納初級學院，並於1942年在波莫納學院獲得學士學位。他於1942年進入哈佛醫學院，並於1945年完成了加速戰時課程。

## 羽球經歷
在第二次世界大戰前後，大衛·G·佛里曼是美國最重要的羽球運動員。1949年，他贏得丹麥羽球公開賽男子單打冠軍。同年，他代表美國隊參加湯姆斯盃，在半決賽中輸給了最終冠軍馬來亞。同年，他全英羽球公開賽獲得男子單子冠軍及男子雙打亞軍（搭配T·溫·羅傑斯）。他先後贏得15次美國錦標賽冠軍。 
1997年，他入選世界羽球名人堂。其後，戴夫·佛里曼公開賽開辦。2001年6月28日，他在加州聖塔菲牧場去逝。

## 網球和其他運動
大衛·弗里曼擅長的球拍運動並不僅限於羽球。他在1938年贏得了美國青少年網球錦標賽冠軍，在決賽中擊敗了韋爾比·凡霍恩，並且在1943年與比爾·塔爾伯特一起獲得美國網球男子雙打亞軍。此外，他在1947年贏得了美國陸軍網球錦標賽冠軍。他還在1945年贏得新英格蘭壁球冠軍，並贏了一些乒乓球比賽。